# Crawford (Nebraska)
Crawford é uma cidade localizada no estado americano de Nebraska, no Condado de Dawes.

## Demografia
Segundo o censo americano de 2000, a sua população era de 1107 habitantes.
Em 2006, foi estimada uma população de 1016, um decréscimo de 91 (-8.2%).

## Geografia
De acordo com o United States Census Bureau, a localidade tem uma área de 3,0 km², sem área coberta por água.

## Localidades na vizinhança
O diagrama seguinte representa as localidades num raio de 52 km ao redor de Crawford.